# Temperatursensor
Temperatursensoren sind meist elektrische oder elektronische Bauelemente, die ein elektrisches Signal als Maß für die Temperatur liefern.
Andere Begriffe für Temperatursensoren sind Wärmefühler, Temperaturfühler, Wärmesensor.

## Beispiele

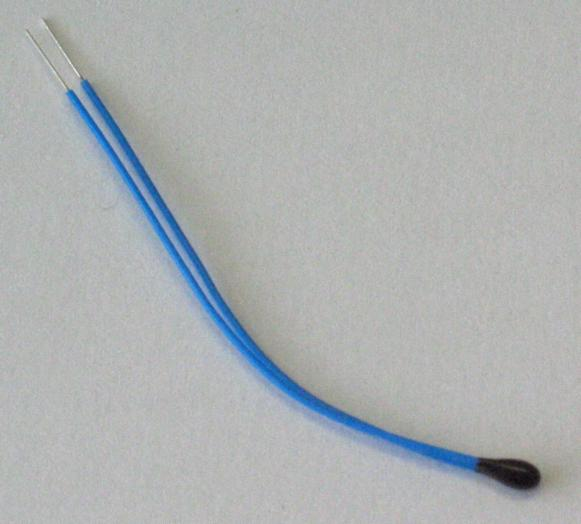
Heißleiter in Tropfen-Bauform
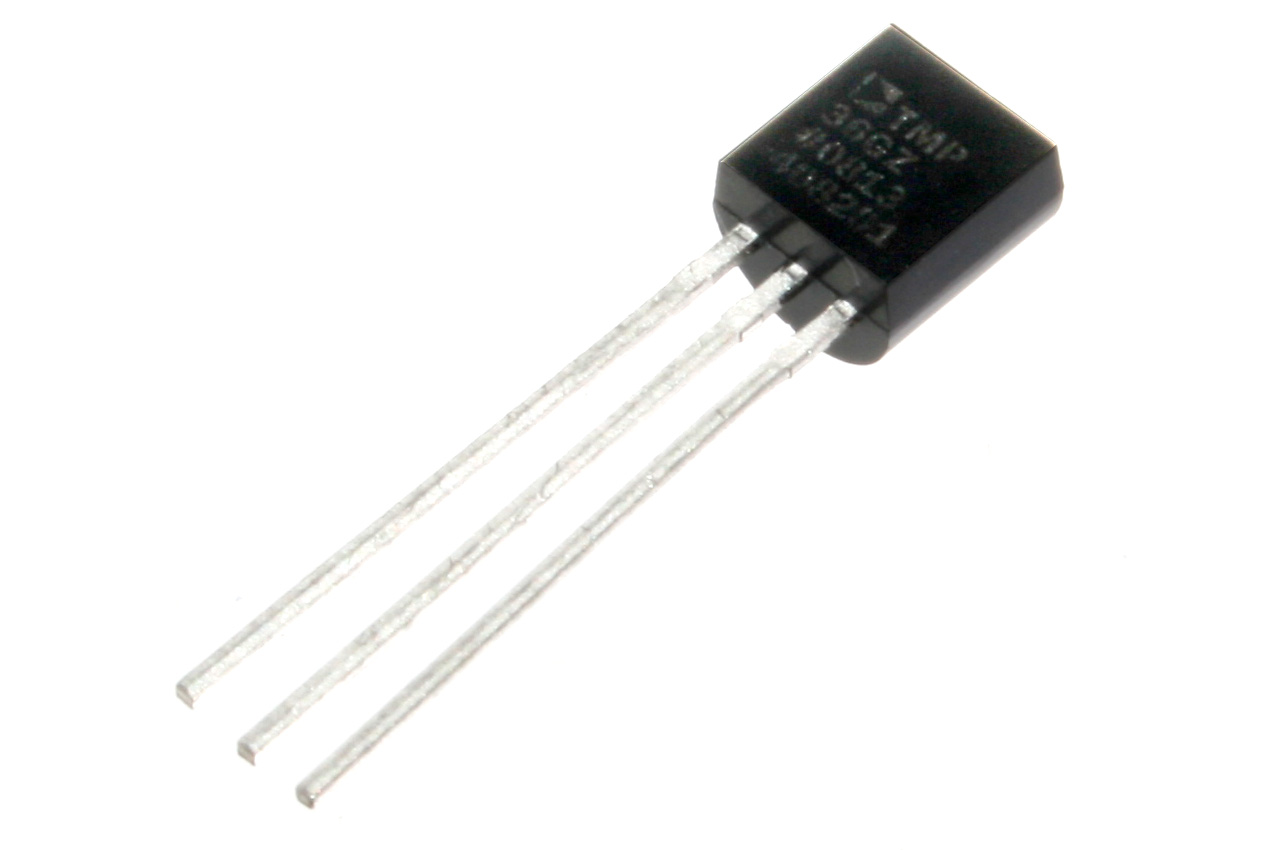
Integrierter Schaltkreis zur Ausgabe einer zur Temperatur proportionalen Spannung
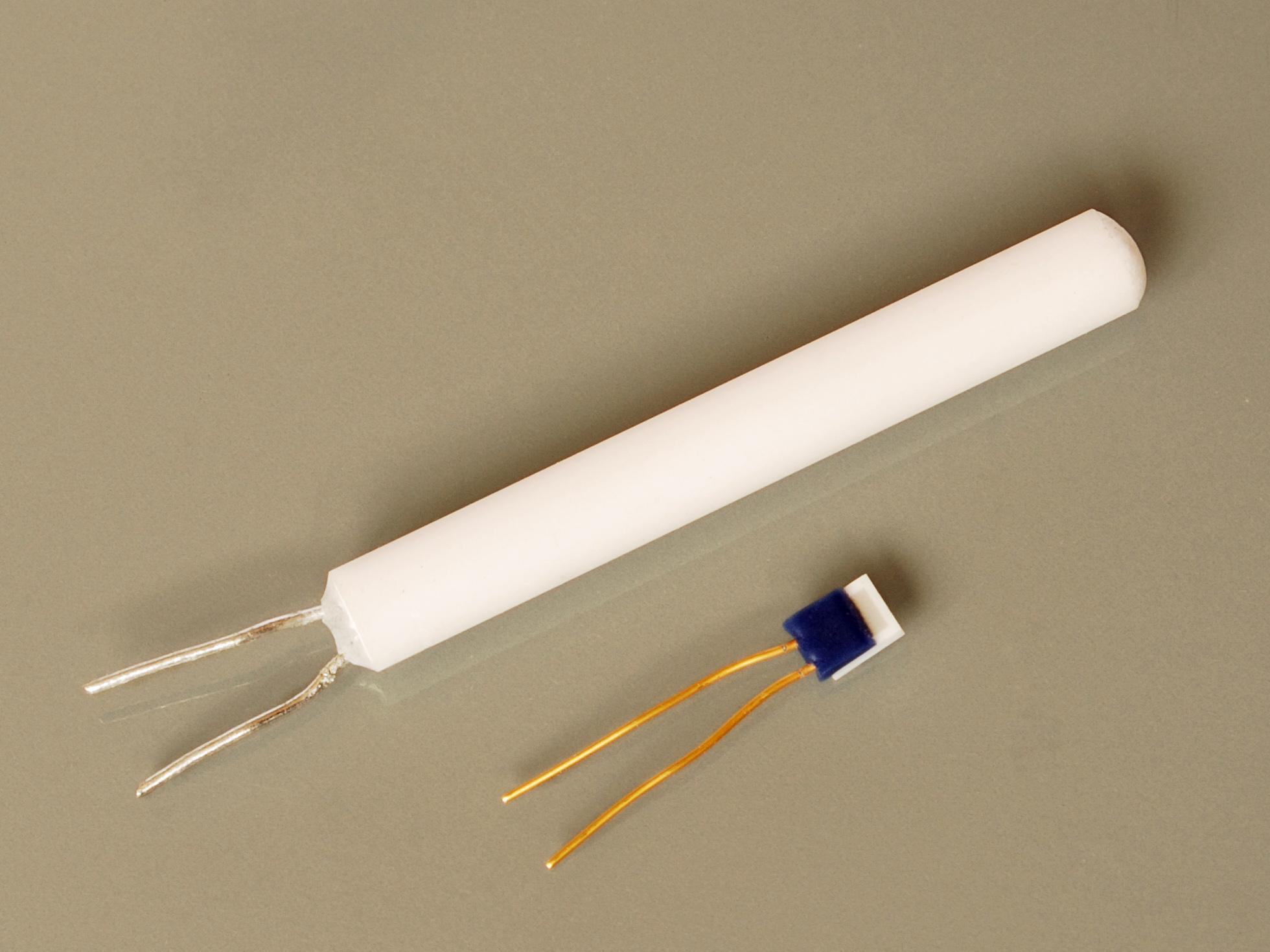
Platin-Messwiderstände
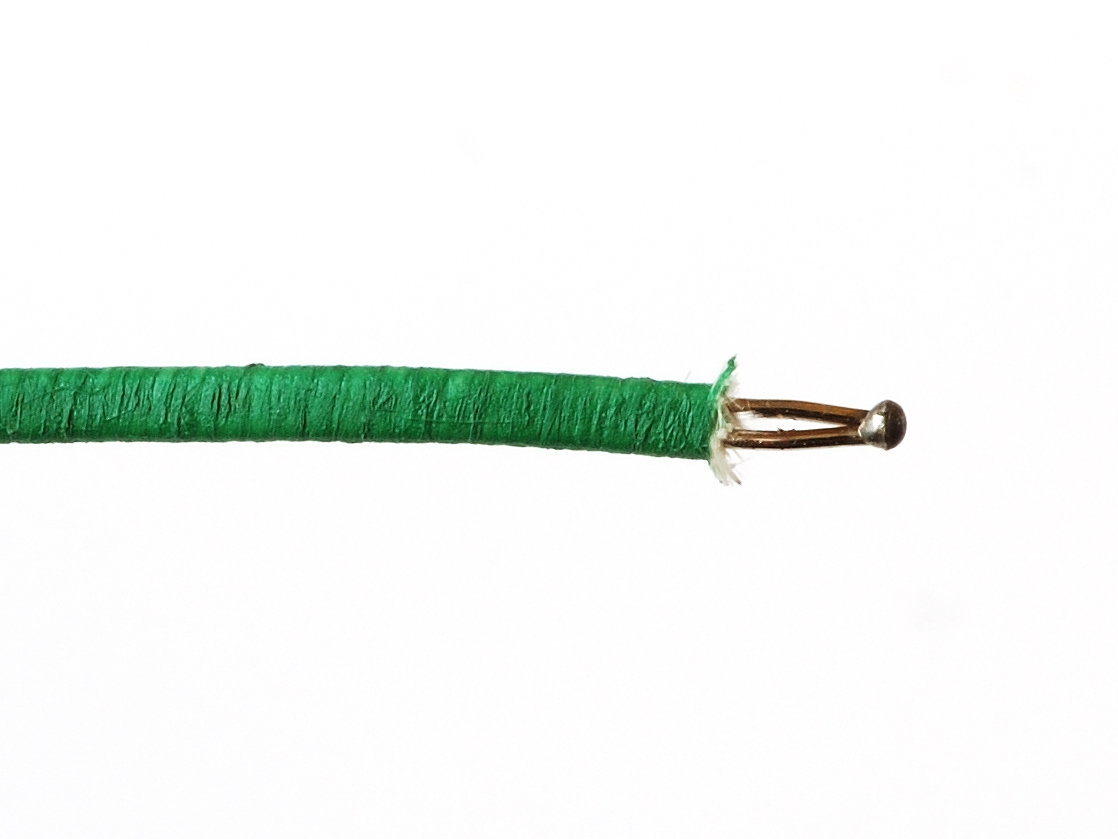
Schweißverbindung eines Thermoelements
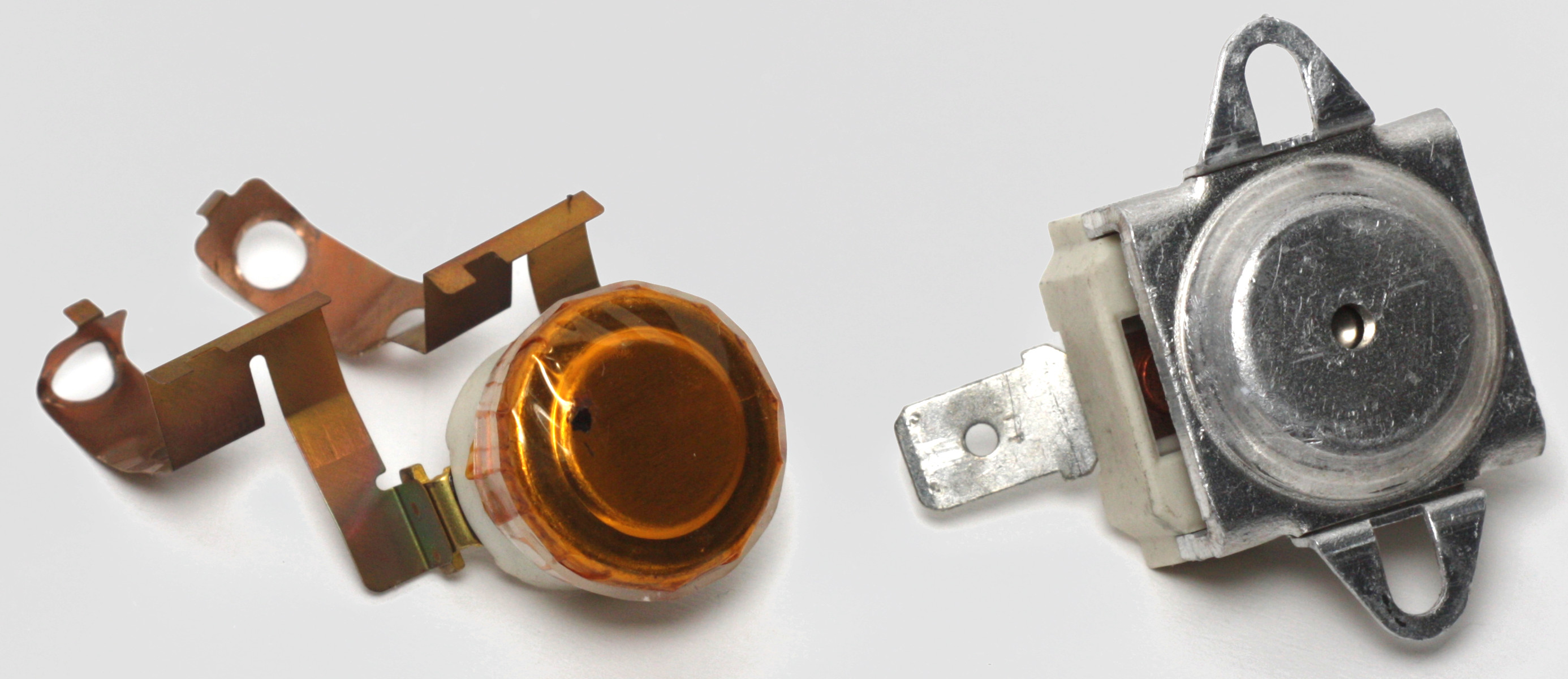
Thermoschalter

### Bauteile, die ihren Widerstand verändern
- Heißleiter (NTC) verringern ihren Widerstand bei Temperaturerhöhung, sie basieren auf Metalloxiden oder Halbleitern und heißen, wenn sie zu Messzwecken verwendet werden, auch Thermistor.
- Kaltleiter (PTC) erhöhen ihren Widerstand bei Temperaturerhöhung.
  - Platin-Messwiderstände haben einen nahezu temperaturlinearen Widerstandsverlauf. Sie können je nach Ausführung zwischen −200 °C und +850 °C eingesetzt werden.
  - Silizium-Messwiderstände werden im Temperaturbereich von −50 °C bis +150 °C eingesetzt.
  - Keramik-Kaltleiter weisen bei einer materialspezifischen Temperatur einen starken Widerstandsanstieg auf. Sie können auch als selbstregelndes Heizelement (Heizwiderstand) oder als Thermosicherung verwendet werden.

### Bauteile, die ein aufbereitetes elektrisches Signal liefern

#### Thermoelemente
Thermoelemente erzeugen durch den Seebeck-Effekt bei einer Temperaturdifferenz zwischen den Verbindungspunkten zweier verschiedener Metalle eine elektrische Spannung. Kennt man die Temperatur des einen der Verbindungspunkte, kann man die absolute Temperatur messen. Da die Thermospannungen sehr klein sind, werden Messverstärker eingesetzt.

#### Bandabstand
Die Durchflussspannung einer Diode ist temperaturabhängig;sie sinkt mit steigender Temperatur etwa um 2,3 mV/K). Dieser Effekt kann zur Temperaturmessung ausgenutzt werden. Hierzu wird oft ein Transistor bzw. eine nicht temperaturkompensierte Bandabstandsreferenz verwendet, um die Stromabhängigkeit des Effektes zu verringern. Diese elektrische Schaltung ist die Basis von integrierten Schaltkreisen, die zur Temperaturmessung eingesetzt werden. Integrierte Halbleiter-Temperatursensoren (Festkörperschaltkreise) auf Basis des Bandabstandes liefern
- ein zur Temperatur proportionaler Strom auf Basis einer Konstantstromquelle (Beispiele: LM234[2], AD592[3], proportional zur absoluten Temperatur 1 µA/K) wird in der Auswerteelektronik mit einem Widerstand in eine temperaturproportionale Spannung gewandelt.
- eine zu ihrer Temperatur proportionale Spannung (Beispiel: LM335[4], 10 mV/K)
- ein von ihrer Temperatur abhängiges digitales Signal (Beispiele: AD7314[5], DS18B20[6][7])

Stromquellen als Temperatursensor und auch manche digitalen Schaltkreise haben die vorteilhafte Eigenschaft, dass vom Temperatur-Messort nur zwei Leitungen erforderlich sind und dass der Störeinfluss auf das Messsignal dadurch gering ist.

### Weitere Verfahren
- Temperaturfühler mit Schwingquarz als Messelement. Die Resonanzfrequenz eines schwingenden Quarzes verändert sich abhängig von der Temperatur. Je nach Schnitt werden relative Frequenzänderungen von 40 bis 90 ppm/K erzielt.[8]
- Thermoelemente wandeln eine Temperaturdifferenz durch den Seebeck-Effekt in eine elektrische Spannung um.
- Pyrometer und Wärmebildkameras arbeiten berührungslos und messen die Wärmestrahlung
  - Pyroelektrische Materialien ändern die Ladungsträgerdichte an ihrer Oberfläche bei Temperaturschwankungen durch Veränderung der spontanen Polarisation
  - Bolometer und Bolometerarrays
  - Fotodioden oder Bildsensoren auf der Basis verschiedener Halbleiter
- Mechanisch arbeitende Temperaturschalter, z. B. Bimetallschalter, die durch Krümmung eines Bimetalles einen Schalter betätigen. Anwendung z. B. in Bügeleisen.
- Ferromagnetische Temperatursensoren bestehen aus einem Dauermagneten, und einem ferromagnetischen Material, das unterhalb dessen Curie-Temperatur anhaftet und oberhalb dieser Temperatur abfällt und dabei einen Kontakt betätigt. Je nach dem Abstand zwischen Magnet und Eisen schaltet der Sensor nach Abkühlung selbsttätig wieder ein oder muss zurückgestellt werden. Anwendung z. B. in temperaturgeregelten Lötkolben.
- Nutzung des Raman-Effektes, zeit- und wellenlängenaufgelöste Messung der Rückstreuung:
  - Faseroptische Temperatursensoren messen das Temperaturprofil entlang einer Glasfaser
  - Mit Laserstrahlen kann das Temperaturprofil der Erdatmosphäre bestimmt werden.

## Integrierte Temperatursensoren
In vielen integrierten Schaltungen werden Temperatursensoren eingebaut, um temperaturabhängige Regelungen oder einen Schutz gegen Überhitzung zu erreichen. Temperaturmesseinrichtungen oder Temperatur-Schwellwertschalter finden sich beispielsweise:
- in Mikroprozessoren als Übertemperaturschutz: bei Erreichen einer Temperaturschwelle wird beispielsweise die Taktfrequenz reduziert, um eine weitere Erhöhung der Temperatur zu vermeiden.
- in DRAM-Speichern zur Regelung der Refresh-Frequenz, die stark temperaturabhängig ist (sie hat in etwa ein exponentielles Verhalten)
- in Leistungshalbleitern und Stromversorgungs-IC als Überhitzungsschutz (z. B. manchmal auch in Leistungs-MOSFET)
- Sensoren zur Messung der Temperatur im Inneren eines Akkumulators, der Wicklung eines Transformators oder eines Elektromotors
- Sensoren zur Messung der Umgebungstemperatur in Mobiltelefonen oder Multimetern.